# Didone (Füssli)
Didone (Dido) è un quadro realizzato dall'artista Johann Heinrich Füssli nel 1781. Quest'olio su tela mitologico rappresenta Iride che si prepara a tagliare i capelli del cadavere di Didone, che giace a torso nudo, con una spada insanguinata al suo fianco, dopo il suicidio della regina di Cartagine. L'opera è conservata al centro d'arte britannico di Yale, a New Haven, nel Connecticut, negli Stati Uniti d'America.

## Descrizione
La tela si ispira a un episodio dell'Eneide, più precisamente alla conclusione tragica della vicenda di Didone. La fondatrice di Cartagine si era innamorata di Enea, e la sua partenza per la ricerca di una nuova patria per i troiani le spezzò il cuore, ed ella si suicidò pugnalandosi. Per Füssli il suicidio di Didone è un esempio di una "bellezza suprema nelle fauci della morte". La dea Giunone, nemica di Enea, inviò la sua messaggera Iride a tagliare una ciocca dei capelli della cartaginese, ed è questa la scena raffigurata. Ai piedi del cadavere si trova una donna che piange, che molto probabilmente è Anna, la sorella di Didone. L'illuminazione si concentra sul centro dell'opera, lasciando i bordi più in ombra, tranne per la parte in alto, dove c'è Iride. Le braccia distese della regina punica richiamano quelle di altre figure femminili dei dipinti di Füssli, come L'incubo e Il sogno della regina Caterina.